# زولتسه (برگن)
زولتسه (به آلمانی: Sülze) یک منطقهٔ مسکونی در آلمان است که در برگن (منطقه سله) واقع شده‌است. زولتسه ۱٬۶۵۶ نفر جمعیت دارد.